# Fort Boven-Lent
Fort Boven-Lent of Sprokkelenburg is een fort aan de noordoever van de Waal ten oosten van het dorp Lent. Het fort is in 1862 gebouwd. Allereerst ter verdediging van de stad Nijmegen en later ter bescherming van de spoorbrug over de Waal. Het fort bestaat uit een gebouw met kazematten, een toren, een gracht met daar omheen een glacis.
Nijmegen was een door de Nederlandse staat aangewezen vesting. Het was daarom vanwege de Kringenwet Nijmegen verboden om de vestingwerken af te breken of buiten de vestingwerken te bouwen. Dit was om de stad optimaal te kunnen beschermen en een vrij schootsveld te hebben. Na de invoering van de Vestingwet in 1874 kon Nijmegen haar vestingwerken afbreken en de stad uitbreiden, hetgeen in Nijmegen planmatig gebeurde. Ook werd een spoorbrug gebouwd, waardoor Nijmegen werd aangesloten op het Nederlandse spoornet. Het fort Boven-Lent verloor daarom de functie voor het verdedigen van de stad Nijmegen, maar kreeg wel samen met het fort Beneden Lent de functie om de strategisch gelegen spoorbrug te verdedigen. Tijdens de Eerste Wereldoorlog was het fort bemand, evenals in het begin van de Tweede Wereldoorlog.
Na de Tweede Wereldoorlog werd er munitie en zinkstukken in het fort opgeslagen, zodat bij een mogelijke Russische inval de dijken doorgestoken konden worden. In 1959 verloor het ook deze militaire functie en stond het tijden leeg. Tegenwoordig wordt het fort gebruikt voor horeca.

## Externe link

Foto's van Fort Boven-Lent
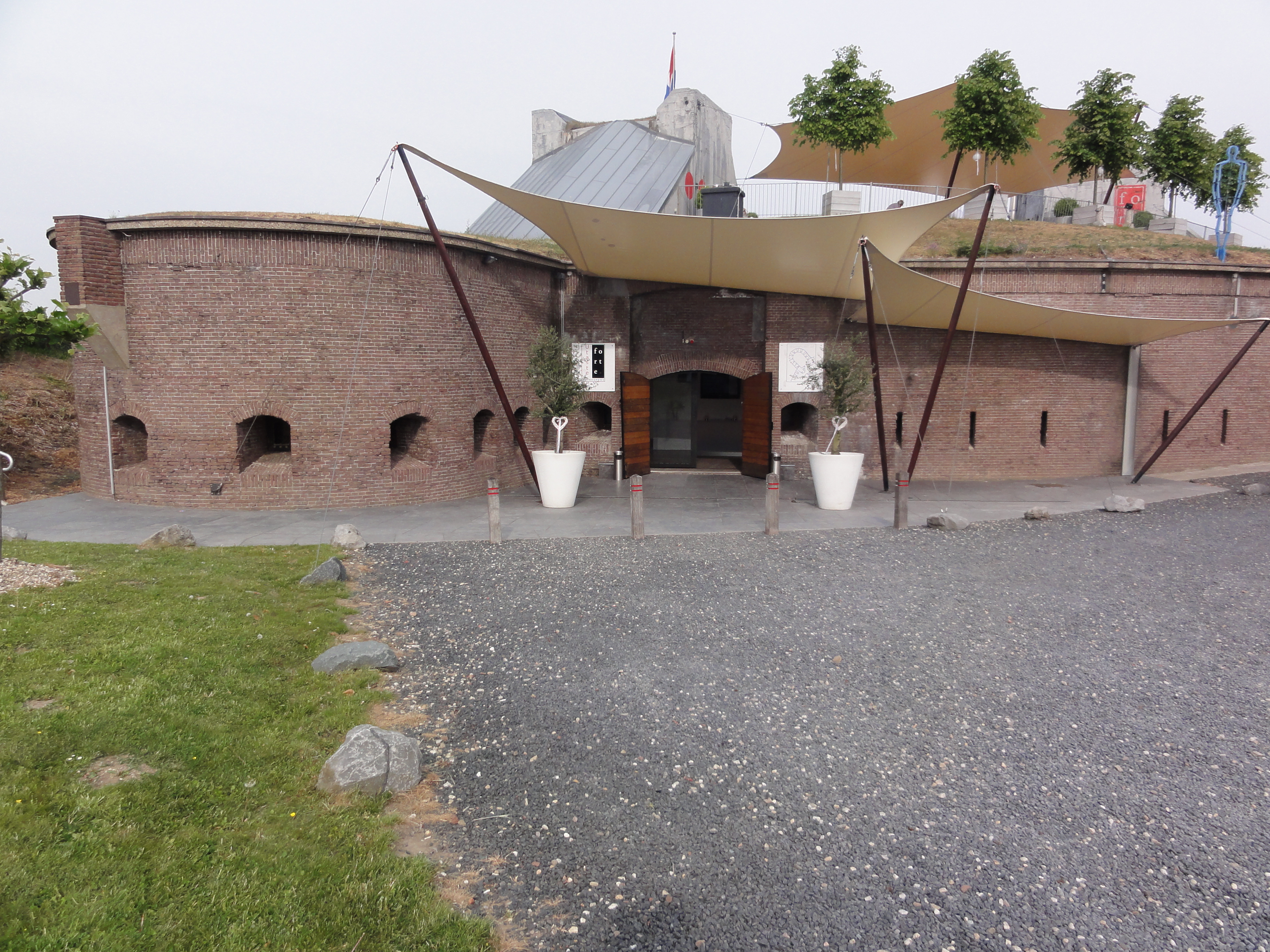
Huidige ingang van het fort
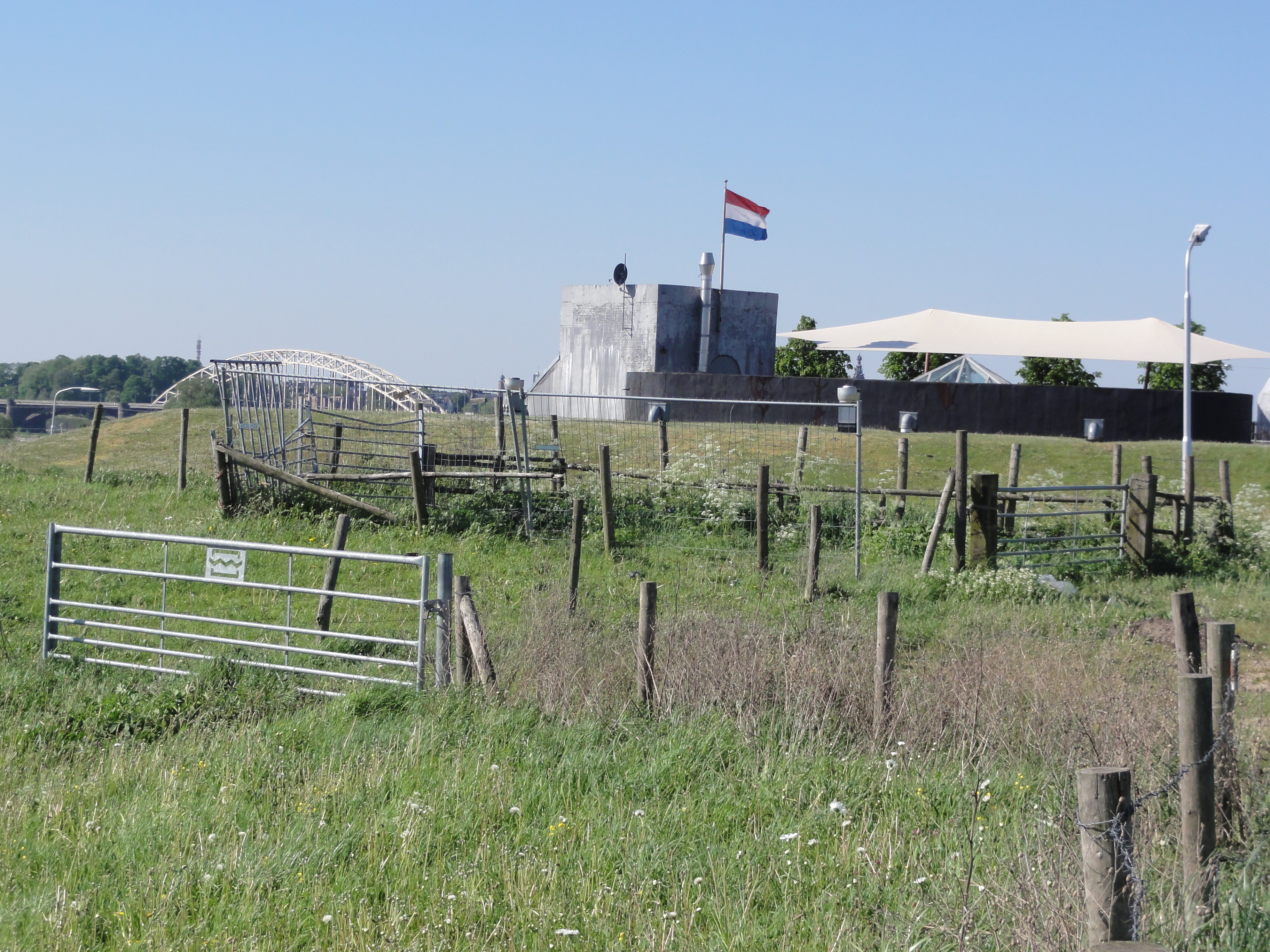
Fort Boven-Lent vanaf de Bemmelsedijk
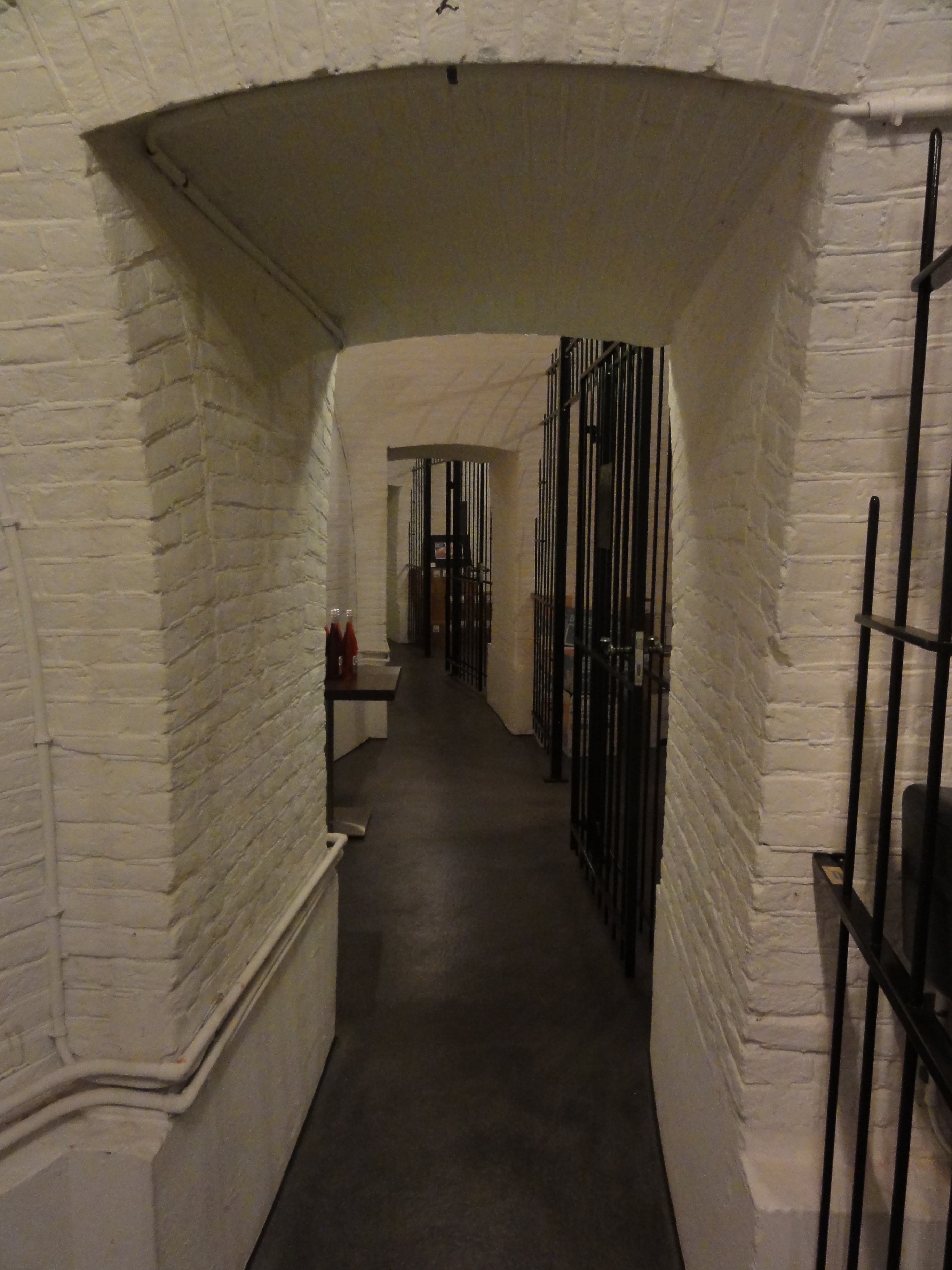
Binnenzijde van het fort